# Marlen Reusser
Marlen Reusser (Jegenstorf, 20 de setembro de 1991) é uma desportista suíça que compete no ciclismo na modalidade de rota.
Ganhou uma medalha de prata no Campeonato Mundial de Ciclismo em Estrada de 2020 e duas medalhas no Campeonato Europeu de Ciclismo em Estrada de 2020, prata em contrarrelógio por equipas mistas e bronze em contrarrelógio individual. Ademais, obteve uma medalha de ouro nos Jogos Europeus de Minsk de 2019, na prova de contrarrelógio.

## Medalheiro internacional
| Campeonato Mundial | Campeonato Mundial    | Campeonato Mundial | Campeonato Mundial                |
| Ano                | Lugar                 | Medalha            | Competição                        |
| ------------------ | --------------------- | ------------------ | --------------------------------- |
| 2020               | Imola ( Itália)       | Medalha de prata   | Contrarrelógio                    |
| Jogos Europeus     |                       |                    |                                   |
| Ano                | Lugar                 | Medalha            | Competição                        |
| 2019               | Minsk ( Bielorrússia) | Medalha de ouro    | Contrarrelógio                    |
| Campeonato Europeu |                       |                    |                                   |
| Ano                | Lugar                 | Medalha            | Competição                        |
| 2020               | Plouay ( França)      | Medalha de prata   | Contrarrelógio por relevos mistos |
| 2020               | Plouay ( França)      | Medalha de bronze  | Contrarrelógio                    |

## Palmarés
- 2017
- Campeonato da Suíça Contrarrelógio  
  - 2.ª no Campeonato da Suíça em Estrada

- 2019
- Ljubljana-Domžale-Ljubljana TT
- Jogos Europeus Contrarrelógio
- Campeonato da Suíça Contrarrelógio
- Campeonato da Suíça em Estrada

- 2020
- Campeonato da Suíça Contrarrelógio  
  - 3.ª no Campeonato Europeu Contrarrelógio 
  - 2.ª no Campeonato Mundial Contrarrelógio